# Кастелрозино (Анкона)
Кастелрозино је насеље у Италији у округу Анкона, региону Марке.
Према процени из 2011. у насељу је живело 61 становника. Насеље се налази на надморској висини од 146 м.